# Буркхард фон дер Асебург (рицар)
Буркхард фон дер Асебург (на немски: Burchard von der Asseburg, Ritter; * пр. 1297; † 1342/1 февруари/1 декември 1345) е рицар от фамилията фон дер Асебург, господар на Моринген в Долна Саксония.
Той е четвъртият син на рицар Буркхард фон Волфенбютел/фон дер Асебург, фогт на Хайнинген († сл. 1303) и Кунигунда фон Халермунд († 1302/1304), дъщеря на граф Лудолф III фон Халермунд († 1264/1267) и Юта фон Хоя († сл. 1264). Внук е на рицар Буркхард фон Волфенбютел († ок. 1264) и Мехтхилд фон дем Дике (* ок. 1202). Правнук е на трушсес Гунцелин фон Волфенбютел († 1255), който построява през 1218 – 1223 г. замъка Асебург на река Асе при Волфенбютел.
Той има четири братя с името Буркхард.

## Фамилия
Буркхард фон дер Асебург се жени за София фон Хакеборн († ок. 1313), внучка на Албрехт II фон Хакеборн († сл. 1255), дъщеря на Лудвиг фон Хакеборн († 1298) и принцеса София фон Анхалт-Цербст († 1290), дъщеря на княз Зигфрид фон Анхалт-Цербст († 1298) и принцеса Катарина (Ериксдотер/Биргерсдотер) от Швеция († 1289). Те имат децата:
- Буркхард Фазолт фон дер Асебург († 25 април 1365/14 февруари 1368), женен за фон Хакеборн (вер. незаконна) дъщеря на Албрехт IV фон Хакеборн († 1332) и София фон Лайзниг († 1323); имат 6 деца
- Буркхард фон дер Асебург/фон Моринген († 7 май 1361/2 октомври 1363)
- Буркхард фон дер Асебург (* 1351)
- Буркхард фон дер Асебург († ок. 1369)
- Буркхард фон дер Асебург († сл. 21 декември 1386)
- Рихайдис фон дер Асебург (* пр. 1323)